# Ticherra symira
Ticherra symira är en fjärilsart som beskrevs av William Chapman Hewitson 1967. Ticherra symira ingår i släktet Ticherra och familjen juvelvingar. Inga underarter finns listade i Catalogue of Life.